# Paduniella filamentosa
Paduniella filamentosa là một loài Trichoptera trong họ Psychomyiidae. Chúng phân bố ở vùng nhiệt đới châu Phi.